# Ruta Estatal de California 185
La Ruta Estatal de California 185, y abreviada SR 185 (en inglés: California State Route 185) es una carretera estatal estadounidense ubicada en el estado de California. La carretera inicia en el Sur desde la SR 92  , SR 238   en Hayward hacia el Norte en la I 880     en Oakland. La carretera tiene una longitud de 17,4 km (10.826 mi).

## Mantenimiento
Al igual que las autopistas interestatales, y las rutas federales y el resto de carreteras estatales, la Ruta Estatal de California 185 es administrada y mantenida por el Departamento de Transporte de California por sus siglas en inglés Caltrans.

## Recorrido
El extremo norte de la Ruta 185 colinda justo al noroeste de High Street en Oakland en la Avenida 42, donde la corta Ruta 77 se dirige hacia el suroeste hasta la Interestatal 880. La SR 77 estaba originalmente señalizada como la Ruta 185 desde la terminal de la SR 185 hasta la I-880; a agosto de 2008, Caltrans puso los escudos de la SR 77 shields en donde estaban los de la SR 185 para marcar la diferencia de la SR 77.
La ruta tiene una longitud de 0.45 mi (0.72 km) y se espera que sea expandida a 13.8mi (22.2 km), que iniciaría desde el noreste de la I-880 pasando la SR 185 hasta la Interestatal 580 cerca de High Street. Allí, giraría al noroeste en la I-580 hacia Park Boulevard, dividiéndose para dirigirse al norte hacia la Ruta 24 cerca de Lafayette. Solamente el segmento este de la Ruta 93 sin construir, al oeste de Moraga es parte del Sistema de Autovías y Vías expresas de California; esto no incluye la parte construida de la autopista, que fue construida como una autovía pequeña.

## Cruces
La Ruta Estatal de California 185 es atravesada principalmente por la .